# Destry
Destry é uma comuna francesa na região administrativa de Grande Leste, no departamento de Mosela. Estende-se por uma área de 6,93 km². Em 2010 a comuna tinha 96 habitantes (densidade: 13,9 hab./km²).